# Peine de mort au Brunei
Au Brunei, la peine de mort est une sanction légale prévue par le code pénal qui n'a jamais été appliquée depuis que le pays a accédé à l'indépendance en 1984. La dernière exécution au Brunei a eu lieu en 1957, alors que le pays était encore un protectorat du Royaume-Uni.

## Crimes punis de la peine de mort
Les crimes passibles de la peine de morts sont :
- le meurtre,
- le terrorisme,
- le trafic de drogue[note 1],
- l'incitation au suicide,
- l'incendie criminel,
- l'enlèvement, la trahison,
- la mutinerie,
- le parjure,
- l'homosexualité [note 2]
- adultère[note 2],
- viol[note 2],
- apostasie[note 2],
- blasphème et insulte à l'islam[note 2].

## Procédure / Application selon les infractions
Les méthodes légales d'exécution au Brunei sont la pendaison et, depuis 2014, la lapidation.

## Ces dernières années
À l'heure actuelle, on estime qu'il y a environ six personnes dans le couloir de la mort au Brunei. La dernière condamnation à mort connue a été prononcée en 2017 et une condamnation à mort a été commuée en 2009.